# Júki Kobajaši
Júki Kobajaši (* 24. duben 1992) je japonský fotbalista.

## Klubová kariéra
Hrával za Tokyo Verdy, Júbilo Iwata, Heerenveen.

## Reprezentační kariéra
Júki Kobajaši odehrál za japonský národní tým v roce 2016 celkem 2 reprezentační utkání.

## Statistiky
| Japonsko | Japonsko | Japonsko |
| Roky     | Záp.     | Góly     |
| -------- | -------- | -------- |
| 2016     | 2        | 1        |
| 2017     | 2        | 0        |
| 2018     | 0        | 0        |
| 2019     | 4        | 0        |
| Celkem   | 8        | 1        |